# 威廉·勒夫奎斯特
威廉·勒夫奎斯特（瑞典語：William Löfqvist，1947年4月12日—2016年10月23日），瑞典男子冰球运动员，1968年开始职业生涯。他曾代表瑞典参加1980年冬季奥林匹克运动会冰球比赛，获得一枚铜牌。